# Bernhausen (Adelsgeschlecht)

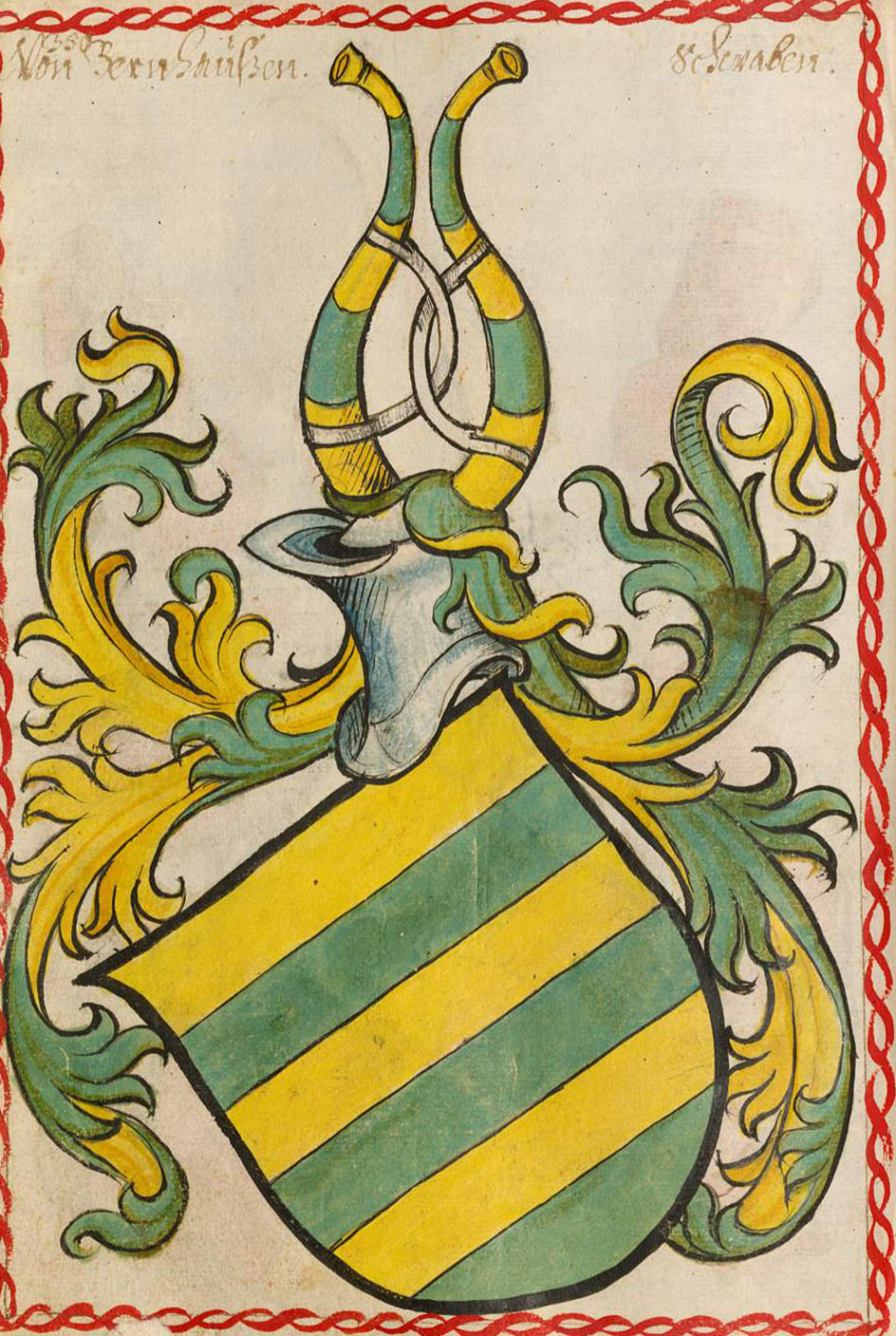
Wappen der Reichsritter von Bernhausen. Das Wappen wird heute von der Stadt Filderstadt geführt.

Das Reichsritter und Freiherren von Bernhausen waren ein aus Bernhausen (heute Stadtteil von Filderstadt) südlich von Stuttgart stammendes schwäbisches Adelsgeschlecht, das bis 1499 auf der Burg Bernhausen ansässig war. Das Geschlecht erwarb weitere Burgen, nach denen sich Seitenlinien benannten. Es erwarb zeitweise auch Besitz im Thurgau. 1839 ist die Familie im Mannesstamm erloschen.

## Die Bernhausen in Schwaben
Ältester Vertreter der Adelsfamilie ist Ritter Wolfram I. von Bernhausen, der zusammen mit seinem Sohn Wolfram II. im Jahr 1027 eine Urkunde mitunterzeichnet hat. In der Umgebung der Stammburg gehörte der Familie u. a. Waldenbuch (mit Schloss Waldenbuch), Harthausen, Bonlanden, Plattenhardt und Grötzingen, das um 1275 durch Ritter Diepold von Bernhausen zur Unterstützung von König Rudolf von Habsburg gegen das württembergische Nürtingen gegründet, aber 1337 an Württemberg verkauft wurde.
Die Nachkommen Wolframs II. führten die Hauptlinie fort und sein Bruder Friedrich stiftete die jüngere Linie derer zu Bonlanden, deren Stammsitz Burg Bonlanden sich an der Stelle des heutigen Pfarrhauses von Bonlanden befand. Wolframs Nachkommenschaft teilte sich wieder in mehrere Zweige, unter anderem in die Geschlechter der Herren von Echterdingen und der Herren von Plattenhardt. Die Familie von Grötzingen scheint ebenso ein Zweig der Bernhausen gewesen zu sein. Im 14. Jahrhundert waren diese Nebenlinien alle erloschen.
1476 erhält ein Hans von Bernhausen die Hälfte des Dorfes Höpfigheim, das ihm durch eine Heirat in die Familie von Urbach zufiel. 1521 erwarb die Familie Speth von Hoheneck diesen Besitz. Nach 1526 erwarb ein Jacob von Bernhausen im benachbarten Steinheim Lehensrechte über die Hälfte des Ortes von den Grafen von Hohenlohe. Diese dürfte er allerdings nicht lange innegehabt haben, denn bereits 1534 wird dieser Ort und sein Kloster im Zuge der Reformation als Württembergischer Kammerort und Klosterhofmeisterei geführt.
Als im Ersten Markgrafenkrieg 1449 die Stammburg abgebrannt wurde, ließen sich die Bernhausen auf der Alb in der Burg Horningen bei Herrlingen und u. a. im Breisgau nieder.
1588 erweiterte Dietrich von Bernhausen die Burg Horningen zum Schloss Oberherrlingen. Zudem erwarb die Familie die Burg Klingenstein, auf deren Fundamenten Freiherr Franz Maria Anton von Bernhausen 1756 das Schloss Klingenstein erbaute. Mehrere Töchter des Hauses Bernhausen wurden Nonnen im Kloster Wald. Eine davon, Maria Salome von Bernhausen (1614–1681), wurde 1660 zur Äbtissin gewählt und behielt ihr Amt bis 1681.
Mit Franz Maria Gebhard von Bernhausen starb 1839 der letzte männliche Vertreter der Freiherren von Bernhausen. Seine Tochter Caroline Antonie (1785–1871) war mit dem Grafen Joseph Gotthard von Andlaw zu Stotzheim (1784–1863) verheiratet.

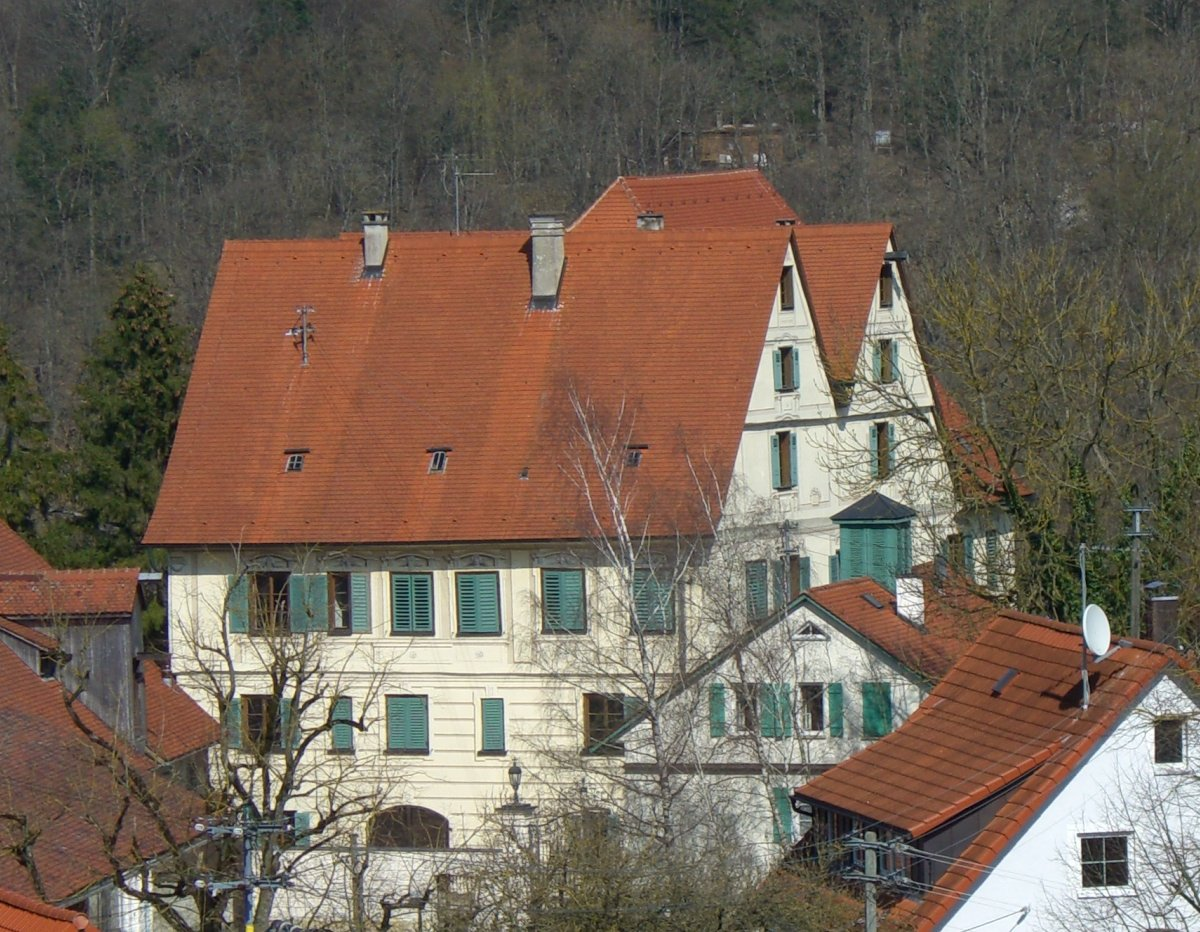
Schloss Oberherrlingen
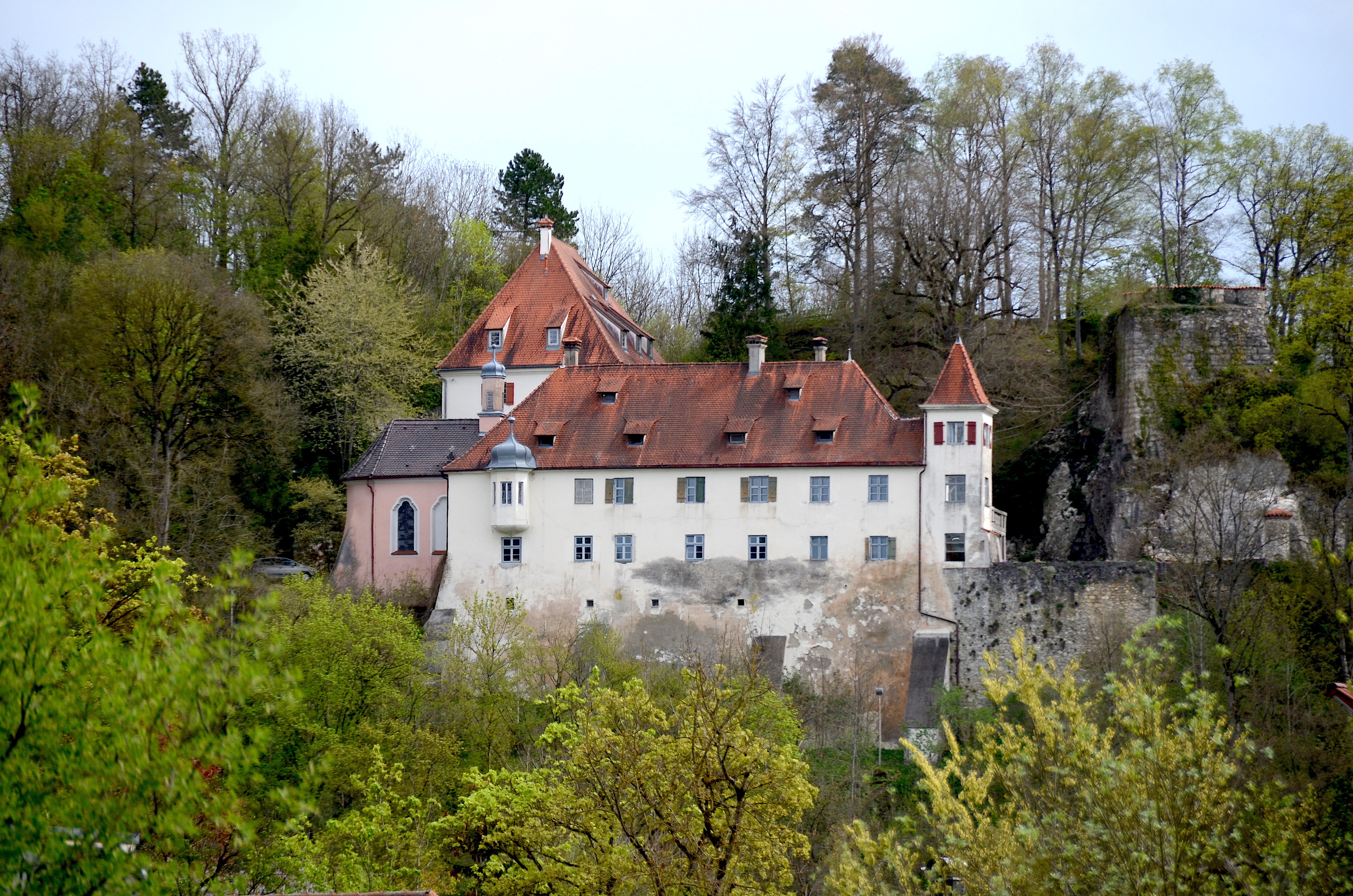
Burg Klingenstein und Schloss Klingenstein

## Die Bernhausen im Thurgau
Aus dem Breisgau ließ sich Wilhelm I. von Bernhausen in der Bodenseegegend nieder und kam durch Heirat mit Ursula Payer 1504 in den Besitz der Herrschaft Hagenwil mit Schloss Hagenwil. Die Herrschaft bildete zusammen mit Moos, Auenhofen und Hefenhofen ab 1600 ein eigenes Gericht. 1684 ging Hagenwil durch Verkauf an die Fürstabtei St. Gallen.
Durch seine Ehe mit Maria Kleophea von Helmsdorf erlangte Wilhelm II. von Bernhausen († 1555) im Jahr 1535 die Herrschaft Eppishausen mit Schloss Eppishausen. Ab 1556 gehörten zur Herrschaft Eppishausen die Vogteien Engishofen, Biessenhofen und Schocherswil, die alle bis 1698 in Familienbesitz blieben.
Die Bernhausen amteten unter anderem als bischöflich-konstanzische Obervögte in Güttingen und Bischofszell sowie als Verwalter anderer Gerichtsherrschaften. 1665 wurde Wolf Christoph von Bernhausen in den Stand eines Reichsfreiherren erhoben.
Vom 18. Jahrhundert an spielte das süddeutsche Adelsgeschlecht im Gebiet der heutigen Schweiz keine Rolle mehr.

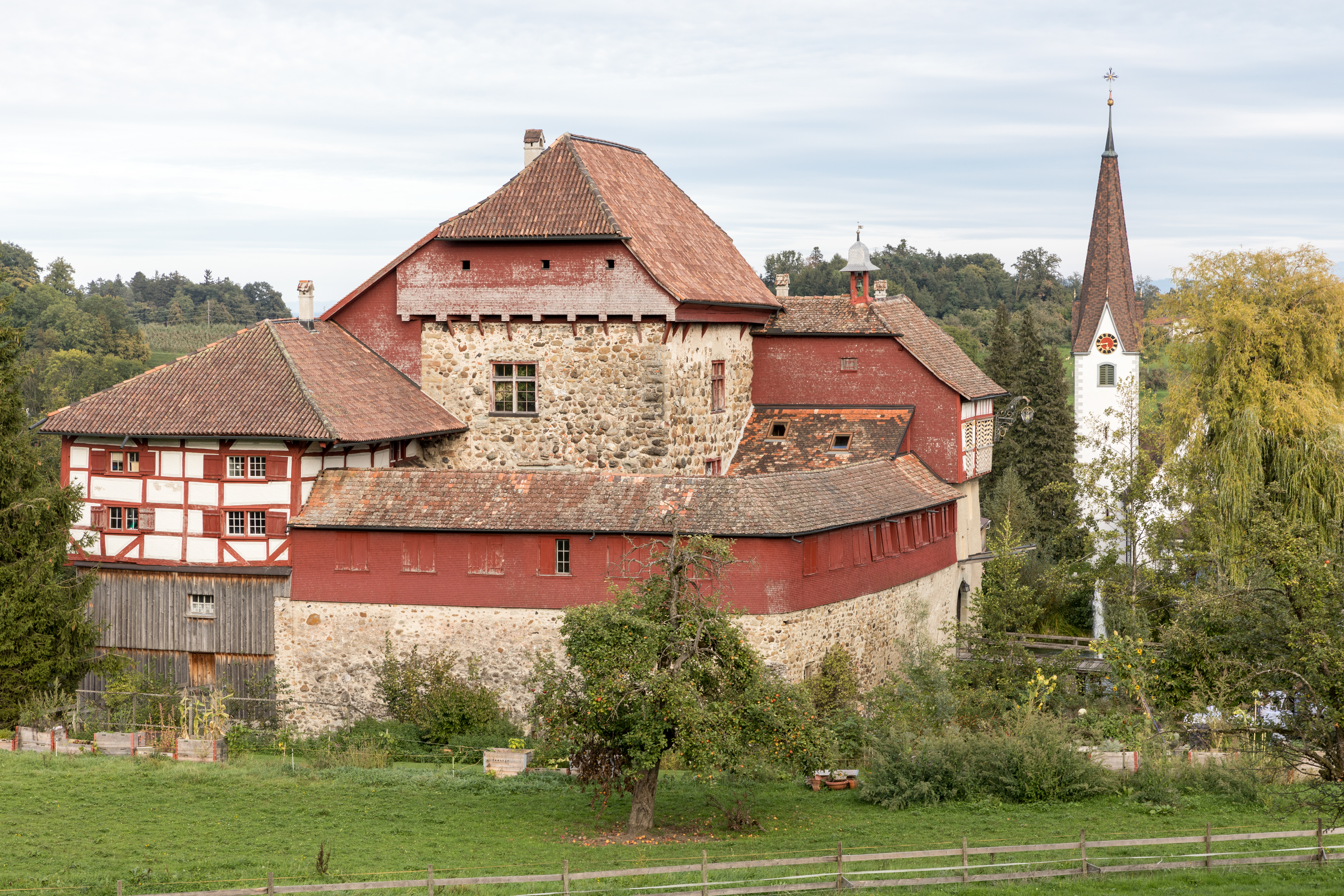
Schloss Hagenwil
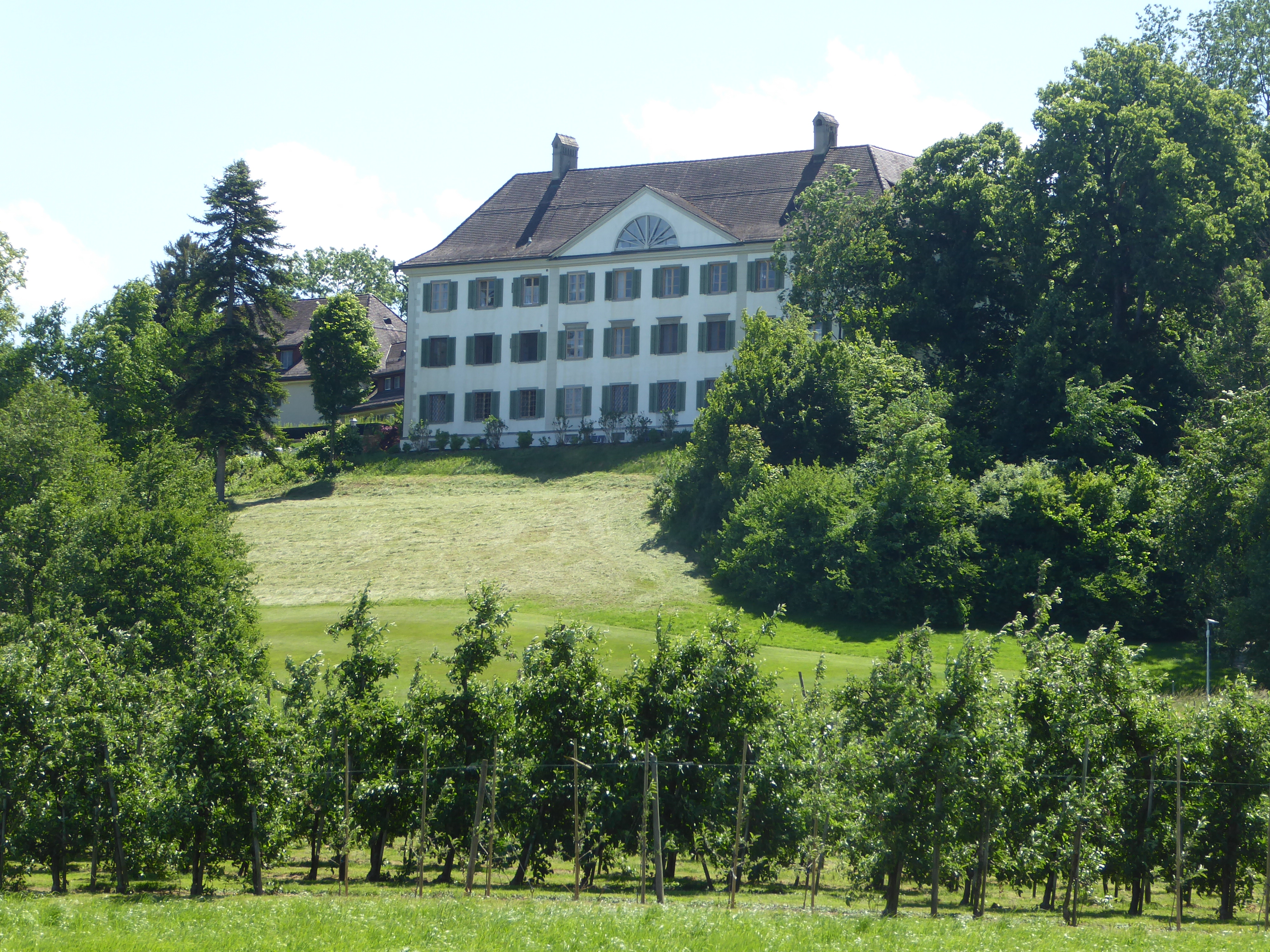
Schloss Eppishausen

## Literatur

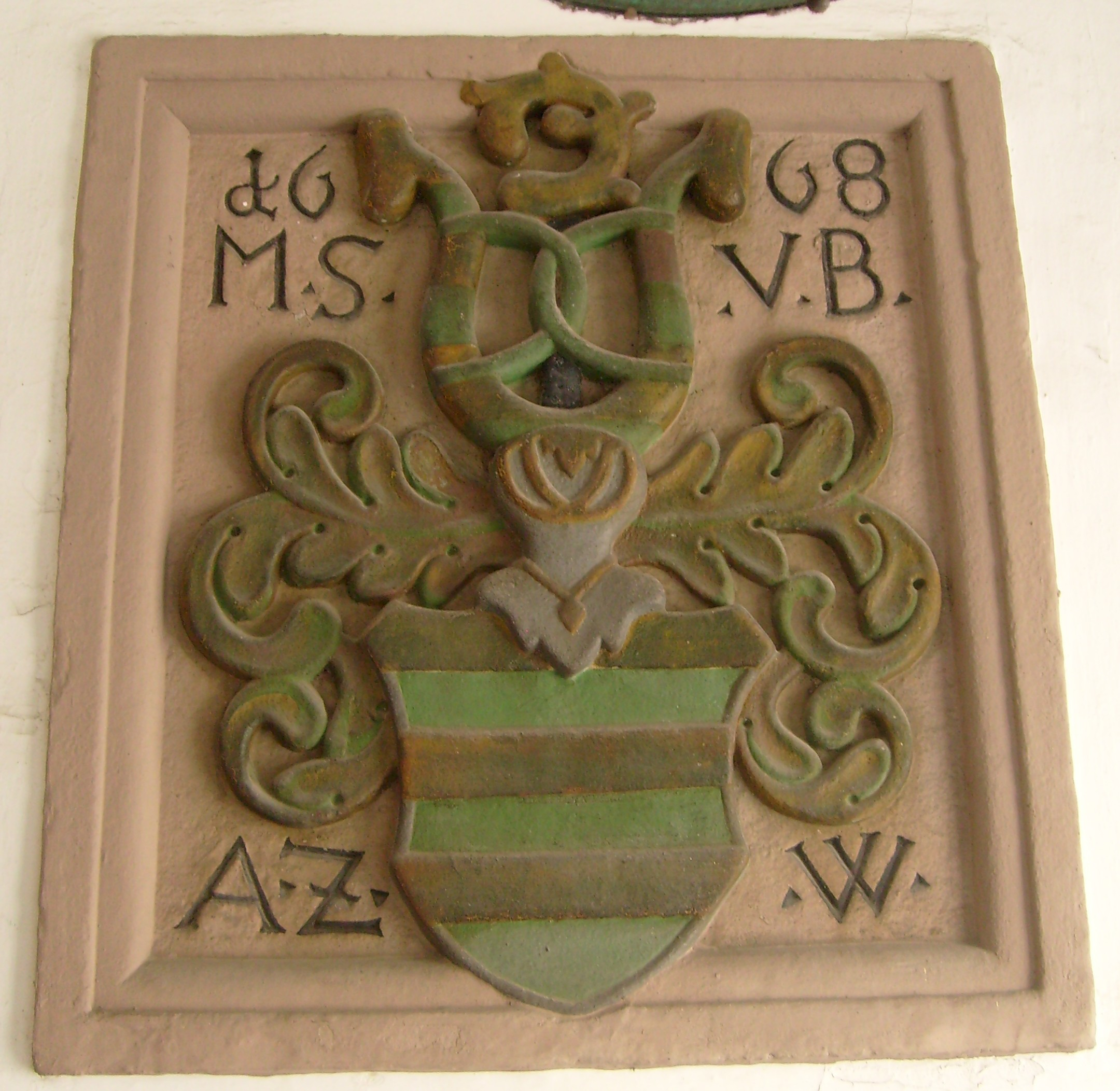
Wappen der Maria Salome von Bernhausen, Äbtissin zu Wald, 1668. Wappenstein vom Türsturz des alten Gögginger Pfarrhauses